# Ligeophila bicornuta
Ligeophila bicornuta är en orkidéart som först beskrevs av Célestin Alfred Cogniaux, och fick sitt nu gällande namn av Leslie Andrew Garay. Ligeophila bicornuta ingår i släktet Ligeophila och familjen orkidéer. Inga underarter finns listade i Catalogue of Life.